# Szemerei Péter
Szemerei Péter (Siófok, 1965–)
Az Eötvös Loránd Tudományegyetem Állam- és Jogtudományi Karán szerzett diplomát 1990-ben, később pedig közgazdasági tanulmányokat folytatott. Egy Fulbright-ösztöndíj keretében 15 hónapot töltött az Amerikai Egyesült Államokban alkotmányjogi témákat tanulmányozva. 
1992-től a felsőoktatásban dolgozott, az ELTE ÁJK Alkotmányjogi Tanszék oktatója, a Bibó István Szakkollégium igazgatója. 2000-től a MEH Informatikai Kormánybiztosságának egyik főcsoportját vezette. 2003-tól különböző tanácsadói munkákat végzett, majd 2011 óta az Országos Széchényi Könyvtár általános főigazgató-helyetteseként dolgozott. 2013. szeptember 26. és 2014. február 12. között megbízott főigazgató volt.
A Fidesz 37 alapítójának egyike.